# Brachymasicera polita
Brachymasicera polita là một loài ruồi trong họ Tachinidae.